# Tabdi megállóhely
Tabdi megállóhely egy Bács-Kiskun vármegyei vasúti megállóhely Tabdi településen, a MÁV üzemeltetésében. A belterület nyugati szélétől jó fél kilométerre nyugatra helyezkedik el, közúti elérését csak alsóbbrendű utak biztosítják.

## Vasútvonalak
A megállóhelyet az alábbi vasútvonalak érintik:
- Budapest–Kelebia-vasútvonal

## Kapcsolódó állomások
A megállóhelyhez az alábbi állomások vannak a legközelebb:
- Csengőd vasútállomás (Budapest–Kelebia-vasútvonal)
- Kiskőrös vasútállomás (Budapest–Kelebia-vasútvonal)

## Forgalom
| Járat | Útvonal | Gyakoriság |
| ----- | --- | ---------- |
|       | A vonalon a vasúti szolgáltatás szünetel, a vonatok helyett a Volánbusz járatai közlekednek. A legközelebbi buszmegálló: Tabdi, Művelődési Ház |            |